# Lingua luri
La lingua luri, anche detta lurish, è una lingua iranica occidentale continuamente parlata dalle tribù di etnia Lur nell'Asia occidentale. La lingua luri forma cinque gruppi di lingue note come luri feyli, lingua luri centrale (minjaee), dialetto bakhtiari, dialetto laki e lingua luri meridionale.
Queste lingue sono parlate principalmente dai Feyli, Bakhtiari e Lur del sud (Kohgiluyeh e Buyer Ahmad, Mamasani, Sepidan, Bandar-e Gonaveh e Bandar-e Deylam).

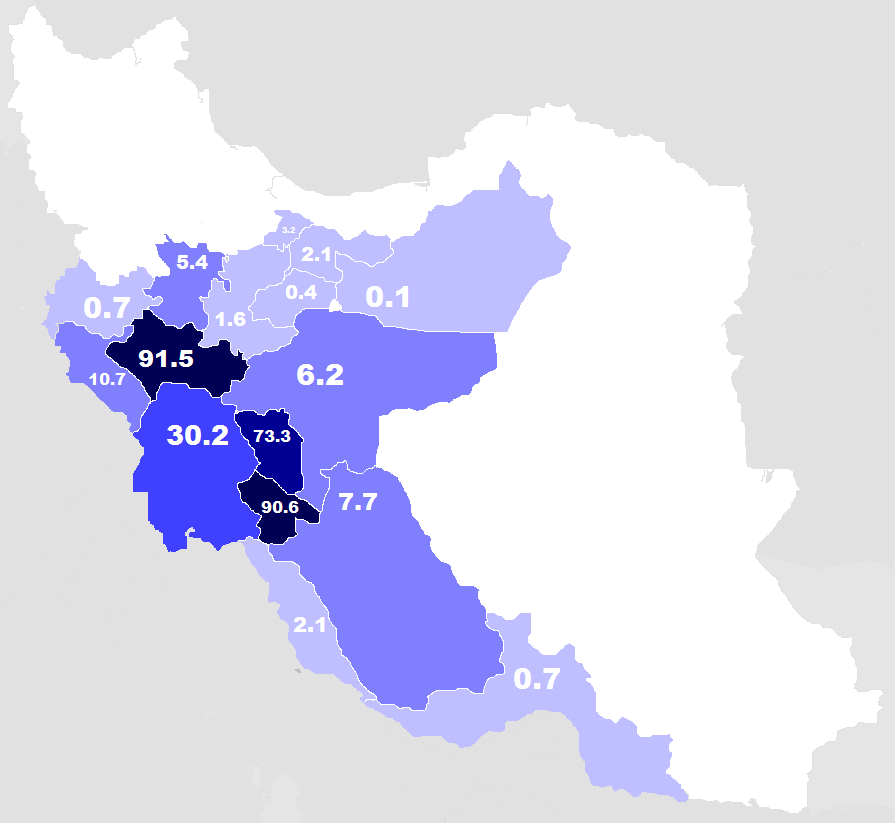
Mappa dei Lur che abitano le province dell'Iran, secondo il censimento del 2010

## Storia
Le lingue discendono dalla lingua pahlavi (medio persiano) e appartengono al persio o gruppo meridionale di Zagros, sono lessicalmente simili al moderno persiano, differendo principalmente per la fonologia.
Secondo l'Encyclopædia Iranica, ""Tutti i dialetti luri molto simili al persiano e, probabilmente, si sono sviluppati da una fase di persiano simile a quella rappresentata nei primi testi persiani scritti in scrittura arabo-persiana. La sola caratteristica tipica delle lingue luri, che non si trova nel primo nuovo persiano o derivabile da esso, è il marcatore incoativo (vedi sotto), sebbene anche questo si trovi nei testi giudeo-persiani". Il dialetto akhtiari potrebbe essere una transizione tra la lingua curda e quella persiana. Tuttavia, non c'è mai stato un antenato comune della lingua luri. Ci sono due lingue distinte, grande luri (Lor-e Bozorg), anche noto come luri meridionale (compreso il dialetto bakhtiari), e luri minore (Lor-e Kucek), anche noto come luri settentrionale.

## Locutori
I locutori del luri in Iran si trovano principalmente nel Lorestan, Ilam Chahar Mahal e Bakhtiari, Fars (specialmente Mamasani e Rostam), Khūzestān, Esfahan e Kohgiluyeh e Buyer Ahmad, mentre alcuni vivono in regioni come Hamadan, Qom, Qazvin, Gilan e Kerman.  Identificati come luri feyli, una grande concentrazione di Lur si trova nella zona orientale dell'Iraq.

## Classificazione interna
La lingua è suddivisa in cinque filoni: dialetto feyli; questo dialetto è utilizzato dai Lur feyli nel nord della regione di Ilam, nella zona centrale del Kermanshah e in parti significative dell'oriente dell'Iraq nel governatorato di Diyala (città di Khanaqin, Mendeli e Muqdadiyah) e nel governatorato di Baghdad; la luri settentrionale; questo dialetto è parlato nella zona nord della comunità Lur, comprese le zone orientali, centrali e settentrionali del Lorestan, la zona meridionale di Hamadan, principalmente a Malayer, Nahavand e Tuyserkan, nella zona sud di Ilam e nella parte sud-est di Markazi. Il dialetto laki viene parlato nella zona centrale e nord occidentale del Lorestan, nella zona centrale e meridionale dell'Ilam e nella parte meridionale del Kermanshah. Il luri bakhtiari viene utilizzato dai Bakhtiari nel sud del Lorestan, nella zona del Chaharmahal e Bakhtiari, in parti significative del nord e esr del Khouzestan e nella zona occidentale della regione di Esfahan. Il luri meridionale è parlato in tutta la regione di Kohgiluyeh e Boyer-Ahmad, nella zona ovest e centrale del Fars, nel nord e nell'ovest della regione di Bushehr e e nel sud-est della regione del Khouzestan. Diverse comunità Lur sono stanziate sporadicamente sull'altopiano iranico, ad esempio nel Khorasan (Beyranvand e Bakhtiare discendenti Lur) e nelle regioni di Kerman, Gilan e Teheran provinces.

## Vocabolario
La lingua luri, in confronto alle altre lingue iraniche, è stata meno interessata dall'influsso di lingue straniere, come ad esempio l'arabo e il turco. Al giorno d'oggi, molte caratteristiche della lingua iraniana antica sono conservate e possono essere osservate nella grammatica e nel vocabolario luri. A causa delle diverse condizioni regionali e sociali e a causa di interrelazioni sociali di lunga data con i gruppi etnici adiacenti soprattutto i curdi e il popolo persiano, diversi dialetti del luri, nonostante le caratteristiche principalmente comuni, hanno differenze significative. Il dialetto del nord tende ad avere più lemmi in prestito dal curdo, mentre i dialetti meridionali (bakhtiari e luri meridionale) sono stati più esposti a prestiti con il  persiano.
| Italiano       | Laki       | Luri meridionale | Minjai      | Bakhtiari     | Traslitterazione persiana | Persiano        |
| -------------- | ---------- | ---------------- | ----------- | ------------- | ------------------------- | --------------- |
| pietra         | berd/kıçık | berd/kuçuk       | berd        | berd          | sang                      | سنگ             |
| nero           | sē         | sē               | sē/sia      | šé/sia        | siyāh                     | سیاه            |
| occhio         | čem        | tye              | češ         | ti/tye/tye    | chashm                    | چشم             |
| madre          | da/daleke  | da/dey           | da/daleke   | da/daye       | mādar                     | مادر            |
| naso           | pet        | nuft             | pet         | noft/neft     | bini                      | بینی            |
| toro           | verza      | verza            | verza       | pel           | gāve nar                  | گاونر           |
| mucca          | manga      | maga             | maga        | maga          | gāve māde                 | گاو ماده        |
| porcospino     | jejŭle     | cilé/cŭlé        | jejŭ/jejŭle | čŭlé          | tashi                     | تشی             |
| fuoco          | agır/awır  | teš              | agır/teš    | taš/agır      | ātash                     | آتش             |
| lasciami       | bìlam      | bēlum            | bílam       | bēlom         | be man ejāze bedeh        | به من اجازه بده |
| figlio/ragazzo | kur        | kur              | kur         | kur           | pesar                     | پسر             |
| figlia         | dōt        | duwer/dōder      | duxter      | dōder         | dokhtar                   | دختر            |
| uomo           | piayēl     | piayel           | piaya       | piayel        | mard                      | مرد             |
| donna          | jenēl      | zenel            | zenia       | zengel/zanyal | zan                       | زن              |
| cervello       | mezg       | mezg             | mezg        | mezg          | maghz                     | مغز             |
| gatto          | pıšì       | gulŭ             | pıšì/gulŭ   | gulŭ/gurbe    | gorbeh                    | گربه            |
| cane           | gemal      | kutŭ/seg         | gemal/sey   | seg           | sag                       | سگ              |
| anatra         | bet        | bet              | bet         | bet           | morghābi                  | مرغابی          |